# 武田信方
武田 信方（たけだ のぶかた）は、戦国時代から安土桃山時代にかけての武将。若狭武田氏の家臣。通称は彦五郎。武田信豊の子。

## 略歴
若狭国守護・武田信豊の子として誕生。
天文21年（1552年）3月20日、武田氏の元被官である粟屋右馬允が近江国から若狭国へ攻め込み各地に放火するという事件が起こるが、信方は大将として粟屋勢と2度に渡って合戦し撃退させている。弘治2年（1556年）、父・信豊と兄・義統の間に対立が起こり内乱へと発展し、叔父である信重（信高）が討死すると、信重の養子という形で後を継ぎ、若狭武田氏の軍事力を掌握する。永禄10年（1567年）、義統が死去する数ヶ月前に叛乱を企むが、信方の家臣団が反対し家中を退くという挙に出たため、不成功に終わった。
その後、若狭は越前国の朝倉義景が平定し、逝去した父義統から若狭武田氏の家督を継いだ元明は拘束され、若狭武田氏は朝倉氏に従属した。元亀元年（1570年）4月、越前の朝倉義景を攻めるため、織田信長が若狭に入ると、武田氏被官人の多くがこれを出迎え朝倉攻めの先陣を務めたが、信方は朝倉方にいた元明の命で信長に抵抗した。その後、近江の浅井長政の挙兵によりこの朝倉攻めが失敗すると、同年9月から10月にかけて朝倉氏は近江坂本へ出兵し、別働隊が若狭に侵攻。信方は朝倉氏より若狭の統治を任せられ、10月22日には織田方の山県孫三郎の城を武藤友益と共に攻めている。
しかし、天正元年（1573年）8月、織田氏によって朝倉氏が滅亡すると、信方は若狭を退転。その後は諸説あり、天正10年（1582年）の甲州征伐の際に殺害されたとも、備後国に下り足利義昭に仕え、備後の鞆にて死去した（没年は天正13年（1585年）、天正14年（1586年））ともいわれる。法名は帰雲寺殿前金吾菊潭宗英大居士。